# Heide Schütz (Schriftstellerin)
Heidrun Schütz, geb. Heidrun Zott (* 28. Dezember 1943 in Wien) ist eine österreichische Reiseschriftstellerin.

## Leben
Heidrun Zott wurde Ende 1943 in Wien (damals Alpen- und Donau-Reichsgaue) geboren. Ende 1944 flüchtete die Mutter mit zwei Töchtern aus Wien auf einem Schiff, die Donau hinauf über Linz, Passau, Regensburg und kam in Ingolstadt an. Mit einem Fuhrwerk kamen sie nach Langenmosen in Oberbayern an. Im März 1946 erfolgte der Umzug nach Lambach. Heide Zott schloss ihre Ausbildung am Bundesrealgymnasium (BRG) in Wels ab und besuchte zwei Jahre die Handelsschule (HAS) in Vöcklabruck. Anschließend war sie in Linz als Bürokauffrau und Journalistin tätig. Sie heiratete einen Juristen und lebte als Heide Schütz mit Ehemann und vier Kindern in Oberösterreich.
Drei Jahre nach der Scheidung erwarb sie eine Jagdkarte und flog 1987 nach Territorium Yukon nördlich der kanadischen Rocky Mountains. Sie war zunächst rund zehn Jahre als Jagdführerin (outfitter), Köchin und Lagerleiterin im Jagdcamp am Kluane Lake, jeweils während der Jagdsaison, die in Yukon vom 1. August bis Oktober dauert, tätig. Danach kam sie als Expeditor und Reisemanagerin nach Whitehorse und war in British Columbia als Lagerleiterin am Muskwa River tätig.
Sie lauschte als am Lagerfeuer Jagdgeschichten und Anekdoten erzählt wurden. Das Erlebte schrieb sie in Tagebücher nieder. Bereits 1993 debütierte sie als Buchautorin mit dem Erlebnisbericht Kanada. Wildnis, Jagd und Lagerleben. Bis 2019 folgten vier einschlägige Sachbücher.

## Publikationen
Sachbücher
- Kanada. Wildnis, Jagd und Lagerleben. Als Frau unter Bären, Elchen und Wölfen. Paul Parey, Berlin 1993, ISBN 978-3-490-27211-9.
- Das ungezähmte Land. Leben und Jagen in Kanada. Kosmos, Stuttgart 2000, ISBN 978-3-440-08256-0 → Zweite Auflage: Kosmos 2013, ISBN 978-3-440-14161-8
- An kanadischen Lagerfeuern. Vom Jägerleben in der Wildnis. Kosmos, Stuttgart 2009, ISBN 978-3-440-11999-0
- Leber, Lachs und Lippenstift. Als Outfitterin in der kanadischen Wildnis. CW Nordwest Media, Grevesmühlen 2015, ISBN 978-3-946324-03-4
- Verfallene Hütten. Geschichten aus Kanada. Gangan Verlag, Stattegg 2019, ISBN 978-3-900530-39-6

Artikel
- Mit Bären ist nicht zu spaßen. In: Jagderleben vom 12. August 2011 (pdf)
- Elche (British Columbia). Der Wasser-Elch. In: Jagen Weltweit. Jg. 2012, S. 52